# Четыре танкиста и собака (книга)
«Четыре танкиста и собака» (пол. Czterej pancerni i pies) — молодёжный роман Януша Пшимановского, написанный в 1964—1970 гг. В основе сюжета лежит боевой путь 1-й танковой бригады Войска Польского.

## История
Первоначальный вариант книги был издан в 1964 году. В 1966—1970 гг. в Польше был снят одноимённый телевизионный сериал. После выхода первых семи серий он стал настолько популярным, что было принято решение о съемке ещё четырнадцати серий. В связи с этим автор написал продолжение («второй том») книги, повествующий о событиях, произошедших после воссоединения главного героя с отцом и освобождения Польши от немецко-фашистской оккупации.
Книга была многократно издана в Польше и переведена на русский, немецкий, румынский, чешский и украинский языки.

## Издания на русском языке
- Пшимановский Я. Четверо танкистов : Повесть. Пер. с польск. / [Илл.: Г. А. Сотсков]. — М.: Воениздат, 1967. — 367 с.: ил.
- Пшимановский Я. Четыре танкиста и собака: повесть / Пер. с польск. О. Акимченко [и др. Илл.: Н. А. Абакумов]. Кн. 1. — М.: Воениздат, 1970. — 439 с.: ил.
- Пшимановский Я. Четыре танкиста и собака: повесть / Пер. с польск. О. Акимченко [и др. Илл.: Н. А. Абакумов]. Кн. 2. — М.: Воениздат, 1971. — 414 с.: ил.
- Пшимановский Ян. Четыре танкиста и собака: Повесть. Пер. с польского / Пшимановский Ян. — М.: Дет. лит., 1970. — 223 с.: ил.